# Tourist Trophy 2011
La 92ª edizione del Tourist Trophy si è disputata fra il 30 maggio e il 10 giugno 2011.
Con sette piloti differenti ad ottenere la vittoria nelle otto gare disputate, vincitore del TT Championship è John McGuinness, unico pilota a vincere due gare (Superbike TT e Senior TT). Il migliore dei piloti non supportati dalla case motociclistiche (graduatoria denominata “TT Privateer Championship”) è Ian Mackman.

## Risultati
La competizione si svolge sul circuito del Mountain, di ogni gara vengono riportati solo i primi dieci piloti. Dove non indicata la nazionalità si intende pilota britannico.

### Superbike TT
4 giugno. 6 giri (236.38 miglia)
| Pos. | Pilota           | Motocicletta      | Velocità media | Tempo      |
| ---- | ---------------- | ----------------- | -------------- | ---------- |
| 1    | John McGuinness  | Honda CBR 1000RR  | 127.870 mph    | 1:46.13.40 |
| 2    | Cameron Donald   | Honda CBR 1000RR  | 126.739 mph    | 1:47.10.30 |
| 3    | Gary Johnson     | Honda CBR 1000RR  | 126.549 mph    | 1:47.19.97 |
| 4    | Keith Amor       | Honda CBR 1000RR  | 125.701 mph    | 1:48.03.36 |
| 5    | Michael Dunlop   | Kawasaki ZX-10R   | 124.584 mph    | 1:49.01.53 |
| 6    | Daniel Stewart   | Honda CBR 1000RR  | 124.546 mph    | 1:49.03.50 |
| 7    | William Dunlop   | Honda CBR 1000RR  | 124.511 mph    | 1:49.05.34 |
| 8    | James Hillier    | Kawasaki ZX-10R   | 123.274 mph    | 1:50.11.01 |
| 9    | Adrian Archibald | BMW S1000RR       | 122.981 mph    | 1:50.26.81 |
| 10   | Ian Mackman      | Suzuki GSX-R 1000 | 121.486 mph    | 1:51.48.31 |

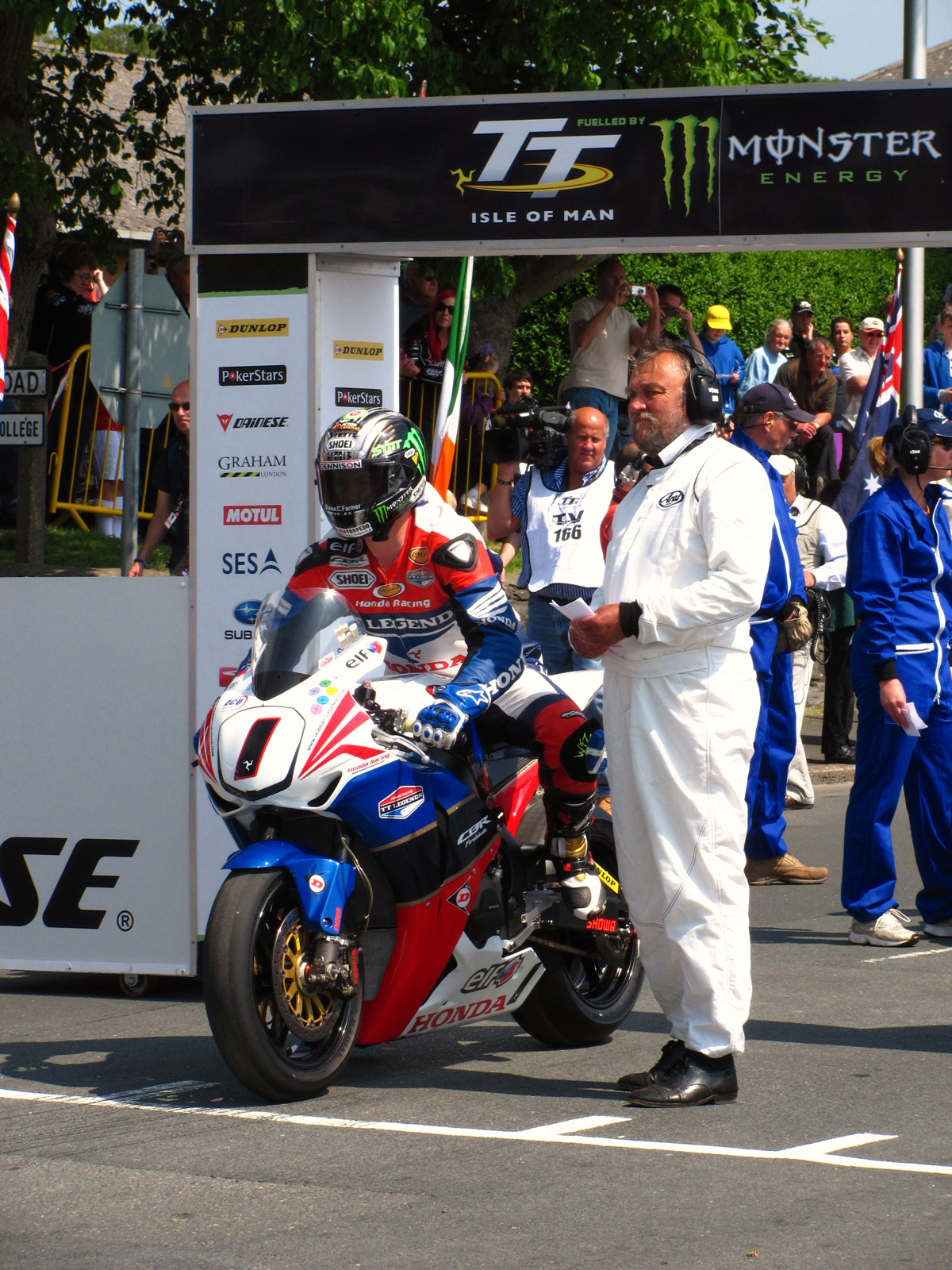
John McGuinness, vincitore del Superbike TT, al momento della partenza

Giro più veloce: Bruce Anstey – 131.379 mph (17' 13.88) (giro 1).

### Sidecar TT - gara 1
4 giugno. 3 giri (113.00 miglia)
| Pos. | Pilota            | Passeggero      | Motocicletta       | Velocità media | Tempo      |
| ---- | ----------------- | --------------- | ------------------ | -------------- | ---------- |
| 1    | Klaus Klaffenböck | Dan Sayle       | Honda 600 cm³      | 114.262 mph    | 59' 26.21  |
| 2    | John Holden       | Andrew Winkle   | LCR 599 cm³        | 113.890 mph    | 59' 37.87  |
| 3    | Conrad Harrison   | Mike Aylott     | Shelbourne 600 cm³ | 112.273 mph    | 1:00.29.41 |
| 4    | Tim Reeves        | Gregory Cluze   | Honda 600 cm³      | 111.893 mph    | 1:00.41.74 |
| 5    | Tony Elmer        | Darren Marshall | Yamaha 600 cm³     | 111.490 mph    | 1:00.54.91 |
| 6    | Gary Bryan        | Jamie Winn      | Baker 600 cm³      | 110.701 mph    | 1:01.20.93 |
| 7    | Ben Birchall      | Tom Birchall    | LCR 600 cm³        | 109.463 mph    | 1:02.02.56 |
| 8    | Douglas Wright    | Martin Hull     | Baker 600 cm³      | 109.327 mph    | 1:02.07.19 |
| 9    | Gregory Lambert   | Aaron Galligan  | Honda 600 cm³      | 108.920 mph    | 1:02.21.13 |
| 10   | Carl Fenwick      | Mark Sayers     | Shelbourne 600 cm³ | 107.200 mph    | 1:03.21.17 |

Giro più veloce: John Holden/Andrew Winkle – 114.861 mph (19' 42.55) (giro 3).

### Supersport Junior TT - gara 1
6 giugno. 3 giri (113.00 miglia)
| Pos. | Pilota          | Motocicletta        | Velocità media | Tempo     |
| ---- | --------------- | ------------------- | -------------- | --------- |
| 1    | Bruce Anstey    | Honda CBR 600RR     | 124.232 mph    | 54' 40.01 |
| 2    | Keith Amor      | Honda CBR 600RR     | 123.916 mph    | 54' 48.40 |
| 3    | Guy Martin      | Suzuki GSX-R 600    | 123.628 mph    | 54' 56.06 |
| 4    | Gary Johnson    | Honda CBR 600RR     | 123.584 mph    | 54' 57.24 |
| 5    | John McGuinness | Honda CBR 600RR     | 123.538 mph    | 54' 58.45 |
| 6    | Dan Kneen       | Yamaha YZF R6       | 122.902 mph    | 55' 15.52 |
| 7    | Ian Lougher     | Kawasaki ZX-6R      | 120.888 mph    | 56' 10.74 |
| 8    | Ben Wylie       | Yamaha YZF R6       | 119.136 mph    | 57' 00.33 |
| 9    | Ian Mackman     | Triumph Daytona 675 | 118.590 mph    | 57' 16.07 |
| 10   | Daniel Stewart  | Honda CBR 600RR     | 118.277 mph    | 57' 25.17 |

Giro più veloce: Bruce Anstey – 126.595 mph (17' 52.94) (giro 3).

### Superstock TT
6 giugno. 4 giri (150.73 miglia)
| Pos. | Pilota           | Motocicletta      | Velocità media | Tempo      |
| ---- | ---------------- | ----------------- | -------------- | ---------- |
| 1    | Michael Dunlop   | Kawasaki ZX-10R   | 127.129 mph    | 1:11.13.69 |
| 2    | John McGuinness  | Honda CBR 1000RR  | 126.578 mph    | 1:11.32.32 |
| 3    | Guy Martin       | Suzuki GSX-R 1000 | 126.452 mph    | 1:11.36.59 |
| 4    | Keith Amor       | Honda CBR 1000RR  | 126.211 mph    | 1:11.44.79 |
| 5    | William Dunlop   | Honda CBR 1000RR  | 125.300 mph    | 1:12.16.10 |
| 6    | Cameron Donald   | Honda CBR 1000RR  | 125.286 mph    | 1:12.16.58 |
| 7    | Dan Kneen        | Kawasaki ZX-10R   | 124.977 mph    | 1:12.27.28 |
| 8    | Michael Rutter   | Ducati 1098R      | 123.916 mph    | 1:13.04.52 |
| 9    | Adrian Archibald | BMW S1000RR       | 123.677 mph    | 1:13.13.00 |
| 10   | James Hillier    | Kawasaki ZX-10R   | 123.185 mph    | 1:13.30.54 |

Giro più veloce: Michael Dunlop – 129.709 mph (17' 27.17) (giro 4).

### Sidecar TT - gara 2
9 giugno. 3 giri (113.00 miglia)
| Pos. | Pilota            | Passeggero      | Motocicletta       | Velocità media | Tempo      |
| ---- | ----------------- | --------------- | ------------------ | -------------- | ---------- |
| 1    | John Holden       | Andrew Winkle   | LCR 599 cm³        | 113.469 mph    | 59' 51.15  |
| 2    | Conrad Harrison   | Mike Aylott     | Shelbourne 600 cm³ | 112.062 mph    | 1:00.36.23 |
| 3    | Tony Elmer        | Darren Marshall | Yamaha 600 cm³     | 111.212 mph    | 1:00.04.02 |
| 4    | Tim Reeves        | Gregory Cluze   | Honda 600 cm³      | 111.188 mph    | 1:01.04.83 |
| 5    | Ben Birchall      | Tom Birchall    | LCR 600 cm³        | 110.971 mph    | 1:01.11.98 |
| 6    | Klaus Klaffenböck | Dan Sayle       | Honda 600 cm³      | 110.666 mph    | 1:01.22.10 |
| 7    | Gary Bryan        | Jamie Winn      | Baker 600 cm³      | 109.894 mph    | 1:01.47.97 |
| 8    | Douglas Wright    | Martin Hull     | Baker 600 cm³      | 109.180 mph    | 1:02.12.21 |
| 9    | Robert Handcock   | Ken Edwards     | Honda 600 cm³      | 107.360 mph    | 1:03.15.50 |
| 10   | Carl Fenwick      | Mark Sayers     | Shelbourne 600 cm³ | 106.807 mph    | 1:03.35.15 |

Giro più veloce: Klaus Klaffenböck/Dan Sayle – 114.672 mph (19' 44.50) (giro 2).

### TT Zero
9 giugno. 1 giro (37.73 miglia)
Solo cinque piloti partecipanti a questa gara.
| Pos. | Pilota               | Motocicletta   | Tempo      | Velocità media |
| ---- | -------------------- | -------------- | ---------- | -------------- |
| 1    | Michael Rutter       | MotoCzysz E1pc | 99.604 mph | 22' 43.68      |
| 2    | Mark Miller          | MotoCzysz E1pc | 98.288 mph | 23' 01.93      |
| 3    | George Spence        | Ion Horse      | 88.435 mph | 25' 35.90      |
| 4    | Allan Brew           | BMW            | 79.163 mph | 28' 35.81      |
| 5    | Yoshinari Matsushita | Prozza TT Zero | 69.877 mph | 32' 23.81      |

### Senior TT
10 giugno. 6 giri (236.38 miglia)
| Pos. | Pilota          | Motocicletta      | Velocità media | Tempo      |
| ---- | --------------- | ----------------- | -------------- | ---------- |
| 1    | John McGuinness | Honda CBR 1000RR  | 128.426 mph    | 1:45.45.80 |
| 2    | Guy Martin      | Suzuki GSX-R 1000 | 128.281 mph    | 1:45.53.00 |
| 3    | Bruce Anstey    | Honda CBR 1000RR  | 128.109 mph    | 1:46.01.50 |
| 4    | Cameron Donald  | Honda CBR 1000RR  | 127.061 mph    | 1:46.54.00 |
| 5    | Keith Amor      | Honda CBR 1000RR  | 127.040 mph    | 1:46.55.06 |
| 6    | Michael Dunlop  | Kawasaki ZX-10R   | 126.404 mph    | 1:47.27.35 |
| 7    | Gary Johnson    | Honda CBR 1000RR  | 125.260 mph    | 1:48.26.21 |
| 8    | William Dunlop  | Honda CBR 1000RR  | 124.438 mph    | 1:49.09.17 |
| 9    | James Hillier   | Kawasaki ZX-10R   | 123.922 mph    | 1:49.36.47 |
| 10   | Michael Rutter  | Ducati 1098R      | 123.632 mph    | 1:49.51.87 |

Giro più veloce: John McGuinness – 131.248 mph (17' 14.89) (giro 4).

### Supersport Junior TT - gara 2
9 giugno. 4 giri (150.73 miglia)
| Pos. | Pilota          | Motocicletta     | Velocità media | Tempo      |
| ---- | --------------- | ---------------- | -------------- | ---------- |
| 1    | Gary Johnson    | Honda CBR 600RR  | 123.819 mph    | 1:13.07.95 |
| 2    | John McGuinness | Honda CBR 600RR  | 123.582 mph    | 1:13.16.35 |
| 3    | Guy Martin      | Suzuki GSX-R 600 | 123.220 mph    | 1:13.29.28 |
| 4    | Keith Amor      | Honda CBR 600RR  | 122.986 mph    | 1:13.37.67 |
| 5    | Bruce Anstey    | Honda CBR 600RR  | 122.814 mph    | 1:13.43.85 |
| 6    | Conor Cummins   | Kawasaki ZX-6R   | 120.077 mph    | 1:15.24.68 |
| 7    | Ben Wylie       | Yamaha YZF R6    | 119.850 mph    | 1:15.33.25 |
| 8    | Roy Richardson  | Yamaha YZF R6    | 119.251 mph    | 1:15.56.04 |
| 9    | James Hillier   | Kawasaki ZX-6R   | 119.067 mph    | 1:16.03.09 |
| 10   | Mark Buckley    | Kawasaki ZX-6R   | 118.422 mph    | 1:16.27.92 |

Giro più veloce: Gary Johnson – 125.892 mph (17' 58.92) (giro 2).